# بينيلوب ميتشيل
بينيلوب ميتشيل (بالإنجليزية: Penelope Mitchell)‏ هي ممثلة أسترالية، ولدت في 24 يوليو 1991 بملبورن في أستراليا.

## أعمال

### أفلام
- (2015) زيبر
- (2019) فتى الجحيم

### مسلسلات
- هيملوك غروف

## وصلات خارجية
- بينيلوب ميتشيل على موقع IMDb (الإنجليزية)
- بينيلوب ميتشيل على موقع روتن توميتوز (الإنجليزية)
- بينيلوب ميتشيل على موقع ألو سيني (الفرنسية)
- بينيلوب ميتشيل على موقع أول موفي (الإنجليزية)
- بينيلوب ميتشيل على موقع قاعدة بيانات الفيلم (الإنجليزية)
- بينيلوب ميتشيل على موقع كينوبويسك (الروسية)